# Tautomer
Tautomeri su izomeri (konstitucioni izomeri) organskih jedinjenja koji se lako konvertuju iz jednog u drugi oblik hemijskom reakcijom zvanom tautomerizacija. Ta reakcija obično dovodi do formalne migracije atoma vodonika ili protona, što se ostvaruje zamenom jednostruke veze i susedne dvostruke veze. Koncept tautomerizacije se naziva tautomerizam. Zbog brze interkonverzije, tautomeri se generalno smatraju istim hemijskim jedinjenjem. Tautomerizam je specijalni slučaj strukturnog izomerizma i može da ima važnu ulogu u nekanoničkom baznom sparivanju u DNK, a posebno RNK molekulima.

## Hemija
U rastvorima u kojima je tautomerizacija moguća, ostvaruje se hemijska ravnoteža tautomera. Precizan odnos tautomera zavisi od nekoliko faktora, uključujući temperaturu, rastvarač, i pH.
Uobičajeni tautomerni parovi su:
- keton - enol, npr., za aceton (keto-enolni tautomerizam)
- keten - inol, npr., for etenon
- amid - imidinska kiselina, npr., tokom reakcije nitrilne hidrolize
- laktam - laktim, tautomerizam amid - imidinska kiselina u heterocikličnim prstenovima, npr., u nukleobaza guanin, timin, i citozin
- enamin - imin
- anomeri redukujućih šećera u rastvoru se interkonvertuju putem intermedijarnog oblika otvorenog lanca.

## Prototropija
Prototropija je najčešči oblik tautomerije. On se odnosi se na premeštanje protona. Prototropni tautomerizam se može smatrati podskupom kiselo-baznog ponašanja. Prototropni tautomeri su skupovi izomernih protonacionih stanja sa istom empirijskom formulom i totalnim naelektrisanjem.
Tautomerizacije se katalizuju:
- Bazama (1. deprotonacija; 2. formiranje delokalizovanog anjon (npr., enolata); 3. protonacija na različitoj poziciji anjona).
- Kiselinama (1. protonacija; 2. formiranje delokalizovanog katjona; 3. deprotonacija na različitoj poziciji pored katjona).

Anularni tautomerizamtip prototropnog tautomerizma, gde proton može da zauzima dve ili više pozicija na heterocikličnom sistemu, na primer, 1H- i 3H-imidazol; 1H-, 2H- i 4H- 1,2,4-triazol; 1H- i 2H- izoindol.
Prsten-lanac tautomerizamjavlja se kad je kretanje protona praćeno promenom iz otvorene strukture u prsten, kao što su oblici otvorenog lanca i piranske glukoze, i furanski oblik fruktoze.